# كيم فالكونر
كيم فالكونر (بالإنجليزية: Kim Falconer)‏ (23 مايو 1954)؛ روائية أسترالية.